# エライアス・パリシュ・アルヴァーズ
エライアス・パリシュ・アルヴァーズ（パリッシュ・アルバース、Elias Parish Alvars, 本名：イーライ・パリッシュ、Eli Parish, 1808年2月28日 デヴォン、ティンマス - 1849年1月25日 ウィーン）は、イングランド（イギリス）のハープ奏者、作曲家。出版では時々アルバート・アルヴァーズ（Albert Alvars）という名前も用いた。

## 生涯
ウェスト・ティンマスのセント・ジェームズ教会から見つかった洗礼の記録には「イーライ、ジョゼフ&メアリー・アン・パリッシュの息子」と書かれてある。パリッシュに最初に音楽を教えたのは、ティンマスでオルガニスト・声楽教師・書籍商をしていた父親だった。
1818年にトットネスで最初のコンサートを行ったパリッシュは、1820年、ニコラ＝シャルル・ボクサの下で勉強するためロンドンに移った。1822年、ボクサが王立音楽アカデミーのハープ教授に就任し、パリッシュも入学を志願したが、入学はできなかった。おそらく家が授業料を払うことができなかったからだと思われる（ジョゼフ・パリッシュは1818年に破産宣言を余儀なくされていた）。いずれにせよ、パリッシュは地元の地主の援助のおかげで、ボクサのレッスンを受け続けた。
1828年、勉強を終えたパリッシュはフィレンツェに行き、そこに1年間滞在し、グリエルモ家から歌を、マクシミリアン・ライデスドルフ（en:Maximilian Leidesdorf）から作曲を学んだ。この頃から、アルバート・アルヴァーズという名前を使い出した。
1829年の終わりから1830年中頃にかけて、パリッシュはロンドンに戻り、ハープ製作のSchweiso & Grosjeanのために働いた。
1830年6月からパリッシュはドイツ（マクデブルク、ブレーメン、ハンブルク、ブランデンブルク）コペンハーゲン、ストックホルム、ロシア（サンクトペテルブルク、モスクワ）への演奏旅行を行った。1832年の春にはイスタンブールでマフムト2世のためのコンサートも行った。パリッシュは各国の大衆音楽を収集し、それを後に『Travel of a Harpist in the Orient Op.62』として発表した。1832年から、コンサートや出版で「エライアス・パリッシュ・アルヴァーズ」という名前を使い始めた。1833年、パリッシュ・アルヴァーズはウィーンでジギスモント・タールベルクおよびカール・チェルニーと会った。チェルニーとは1836年から1842年にかけて定期的に作曲と演奏を行った。
1834年からウィーンに住み、最初のハープのための作品がアルバート・アルヴァーズ名義で出版された。ウィーン宮廷歌劇場のソロ・ハープ奏者に就任。ジーモン・ゼヒター、イグナーツ・フォン・ザイフリートから作曲を学んだ。ウィーン以外にもドイツ、イギリス、イタリアで演奏旅行を行なった。1842年のドイツでのコンサートを見たフランツ・リストは、「我等がバード（en:Bard）はいささかいかつい風貌をしている。巨大でがっしりした肩は山に住む田舎者を思わせる。顔は年の割りには老けていて、つきでた額の下で、曲の中に生きている燃えあがる想像力を表す夢見がちな瞳が語っている」と記している。
1842年10月、パリッシュ・アルヴァーズはピアニストでハープ奏者のメラニー・レヴィーと結婚した。メラリーはパリッシュ・アルヴァーズの教え子であり、コンサートで共演するフレンチ・ホルン奏者のレヴィー兄弟の妹でもあった。パリッシュ・アルヴァーズ、メラニー、レヴィー兄弟は、1842年12月と1843年1月にウィーン宮廷歌劇場でコンサートを行っている。
1843年のドレスデンでのコンサートを見て、エクトル・ベルリオーズは次のようなことを書いた。「ドレスデンで私は、驚くべき英国のハープ奏者エライアス・パリッシュ・アルヴァーズと会った。その名前は有名であるべきだが、まだそうではない。彼はちょうどウィーンから来たばかりだった。この男は"ハープのリスト"だ。君はその繊細で力強い感じ、斬新なタッチ、前例のないを響きのすべてを想像することはできないだろう。彼は多くの制限があるその楽器からそれを生じさせているのだ。彼の"モーゼ幻想曲"（タールベルクはその楽しい効果をピアノのために模倣・適用している）、"オベロン"のナイアドたちの合唱の倍音のための変奏曲、それと類似したスコアは、言葉で言えないほど私を喜ばせた……」。さらにベルリオーズは同年のフランクフルト・アム・マインでのコンサートも見た。「ここでもまたパリッシュ・アルヴァーズと会った。この男は魔術師だ。彼の手の中でハープは、異世界の音楽を発する彼の情熱的な抱擁にかき立てられた、愛らしく小首を傾げた乱れた髪をたらしているセイレーンに変わる」。
1843年、娘アロイジアが生まれた。その年の暮れから1844年のはじめにかけて、家族でナポリに休暇に出かけた。パリッシュ・アルヴァーズはハープ小品集『Souvenir de Naples（ナポリの思い出）』を作曲した。1846年には息子アーサーが生まれた。同年、パリッシュ・アルヴァーズは「Imperial Virtuoso」の称号を受け、ウィーン楽友協会でハープを教えはじめた。
1846年11月から1847年2月にかけて、ベルリンとライプツィヒでコンサートを行ったが、ヨーロッパの政治情勢が不安定化の徴候を見せ始めたので、パリッシュ・アルヴァーズはウィーンに戻った。ウィーンはメッテルニヒの弾圧的政策で抑えられていた。1848年1月9日に、ウィーン楽友協会大ホールで、パリッシュ・アルヴァーズは大規模なコンサートを催した。
1848年3月13日、ウィーンで最初の暴動が起こった。4月にはその混乱のため、ウィーン楽友協会が突然閉鎖され、すべての支払いをストップした。6か月分の給与の支払いを断られ、パリッシュ・アルヴァーズは財政的危機に陥った。他の都市・国もウィーン同様の状況だったので演奏旅行も行えなくなった。さらに多くの良家の生徒たちも町を離れてしまった。パリッシュ・アルヴァーズの音楽家人生は事実上終わってしまった。ウィーン宮廷歌劇場も焼け落ちてしまった。
10月、パリッシュ・アルヴァーズは家族とともにウィーン郊外のレオポルトシュタット（現在はウィーンの一部）に疎開した。11月21日、パリッシュ・アルヴァーズは友人で編集者のアウグスト・アルタリアから100フローリン借金した。1849年、突然健康が悪化し、1月25日、パリッシュ・アルヴァーズは肺炎（ただし記録ではこの点ははっきりしていない）で亡くなった。遺体はラントシュトラーセ地区のザンクト・マルクス墓地に埋葬され、残された妻子はロンドンに戻った。

## 代表作
- 主題と変奏 PA 1（1834年、ミュンヘン）
- Sehnsucht または Romance melancholique Op.27（1835年、ミラノ）
- 主題と変奏 Op.29（1836年、ウィーン）
- Favourite Sultan's March Op.30（1836年）
- Scenes of my Youth（1837年、ウィーン） - 『Romances』シリーズ。
- ロッシーニの『エジプトのモーゼ』による大幻想曲 Op.58（1837年、ウィーン）
- ウェーバーの『オベロン』による幻想曲 Op.59（1837年、ウィーン）
- ハープと管弦楽のための大協奏曲 ハ長調 Op.60（1837年、出版1842年、ウィーン） - ヴィクトリア女王に献呈。
- Travel of a Harpist in the Orient Op.62（1843年 - 1846年）
- ドニゼッティの『シャモニーのリンダ』によるハープとピアノのための大二重奏曲 Op.65
- ドニゼッティの『ルクレツィア・ボルジア』による大幻想曲 Op.78
- ハープと管弦楽のための大協奏曲 ト短調 Op.81（1842年）
- セレナーデ Op.83（1843年 - 1844年、ナポリ）
- マンドリン Op.84（1843年 - 1844年、ナポリ）
- Il pappagallo Op.85（1843年 - 1844年、ナポリ）
- Ouverture The Legend of Teignmouth
- ピアノと管弦楽のための協奏曲 ト短調 Op.90 - フランツ・リストに献呈。
- 2台のハープとピアノまたはピアノと管弦楽のための小協奏曲 ニ短調 Op.91
- シンフォニア ホ短調 PA 1 ms（1845年、ナポリ、初演はライプツィヒ）
- ハープと管弦楽のための協奏曲 変ホ長調 Op.98（1845年、ナポリ、初演は1846年ライプツィヒ）
- バイロンの『チャイルド・ハロルドの巡礼』から 序曲
- ハープと管弦楽のための大協奏曲 ハ短調 PA 2 ms
- ベッリーニの『カプレーティとモンテッキ』とロッシーニの『セミラーミデ』による大幻想曲 PA 2 post